# Zé Gabriel
José Gabriel dos Santos da Silva, meglio noto come Zé Gabriel (Carmópolis, 21 gennaio 1999), è un calciatore brasiliano, centrocampista del Vasco da Gama.

## Caratteristiche tecniche
È un centrocampista difensivo.

## Carriera
Cresciuto nel settore giovanile del Corinthians, nel 2019 è stato acquistato a titolo definitivo dall'Internacional. Ha debuttato con il club gaúcho il 14 luglio 2019 disputando l'incontro di Série A perso 1-0 contro l'Athl. Paranaense.